# 박수길 (1948년)
박수길(朴壽吉, 1948년 4월 8일 ~ )은 조선민주주의인민공화국의 정치인이다. 내각 부총리 겸 재정상이며, 조선로동당 중앙위원회 정치국 위원이다. 최고인민회의 제12기 대의원이다.

## 경력
1948년에 태어났다. 1995년 3월, 함경북도 명천군 행정경제위원장을 거쳐 1997년 9월 함경북도 행정경제위원장에 임명되었다. 1998년 9월부터 2009년 9월까지 함경북도 인민위원회 위원장을 지냈다. 2009년 9월 이후, 내각 부총리 겸 재정상으로 있다. 2010년 9월, 조선로동당 중앙위원회 위원에 선임되었다.

## 최고인민회의 대의원
1998년 9월 최고인민회의 제10기 대의원과 2003년 9월 제11기 대의원을 연이어 지냈다. 2009년 4월이후 제12기 대의원을 맡고 있다.

## 수훈
2005년 4월 김일성훈장을 받았다.

## 기타
2010년 조명록 사망 당시에 국가 장의위원회 위원을 맡았다.